# Ceresium seminigrum
Ceresium seminigrum är en skalbaggsart som beskrevs av Aurivillius 1917. Ceresium seminigrum ingår i släktet Ceresium och familjen långhorningar. Inga underarter finns listade i Catalogue of Life.